# Le Parthénon (Church)
Le Parthénon est un grand tableau réalisé en 1871 par l'artiste américain Frederic Edwin Church. Il fait partie de la collection du Metropolitan Museum of Art de New York.
Church visita la Grèce en 1869 et passa plusieurs semaines à Athènes, où il fit de nombreuses études sur les ruines du Parthénon qui servirent plus tard de base à l'œuvre. En 1871, une commande du financier et philanthrope Morris K. Jesup permit finalement à Church de commencer à travailler sur son « Grand Parthénon ».
Le tableau est exposé dans la galerie 760 du Metropolitan Museum.